# 韓国鉄道公社361000系電車
韓国鉄道公社361000系電車（361000けいでんしゃ）は、2010年に登場した韓国鉄道公社の通勤形電車。
現在8両編成14本、計112両が存在する。

## 概要
2010年12月21日の京春線電鉄化開業に合わせて導入された車両である。331000系をベースに交流型電車として製造された。331000系同様アルミニウム合金車体で、当初よりワンマン運転対応、両先頭車両に自転車置き場を設置、車内案内表示装置はLCD式で331000系とは異なって枕木と平行に設置。また、塗装は他の韓国鉄道公社の通勤形電車と異なって白地をベースに青帯を巻いた独自の塗装となっている。営業開始当初より全編成が京春線で運用されてきたが、2012年2月28日にITX-青春が運転開始したことにより、急行が廃止されたため、361x14編成と361x15編成の2編成が余剰となった。
その後、中央線の321000系全車両8両編成化に伴う車両不足解消のため、塗装を321000系と同様の塗装に変更の上、2014年3月の全車両8両編成化完了まで中央線（中央電鉄線）で運用された。
中央線全車両8両編成化後は再び京春線に転属したが、1号線の中期抵抗車2編成を置き換えるために、2014年に311000系311x90編成と311x91編成に改造され、1号線に転出された。この際、現代ロテムの昌原工場に甲種輸送され、直流電化対応に改造されたほか、不足した中間車2両が新造されている。なお、新造された中間車はステンレス車体として製造されたため車体に大きな差異がある。
なお311x91編成は、2016年に一部列車の清凉里駅乗り入れ開始・2017年のITX-青春の一部廃止に伴う急行の復活に伴い、361x14編成（旧361x15編成）に再改番し京春線に再転入した。この際中間車2両は脱車しており、現在は汶山車両事業所で留置され休車状態となっている。
なお、京義・中央線での運行支障などが発生した場合には、代走を行うことがある。
2024年より、南楊州市王宿新都市開発に伴う人口増加に対応するため、2編成が導入予定。京春線における14年ぶりの新型車両となる。こちらは、現代ロテム製の最新型車両に分類される「チュドゥンイ」の後期タイプで製造される。車体はステンレス鋼車体となり、2号車と7号車にシングルアームパンタグラフを1基搭載している。塗装は311000系13次車や341000系5次車と同様の塗分けがされており、京春線の路線カラーの青緑色を強調した塗装となった。ただし、車内は311000系13次車や341000系5次車とは大きく異なっており、車端部壁面や床はグレーから薄い青緑色になり、客用乗降扉の柄も変更された。
編成番号は、1号線に転属した元361x15編成を欠番とし、361x16/17編成として割り当てられる。
2025年5月1日の京春線上鳳駅 - 磨石駅間の朝夕ラッシュ時間帯の増発に併せて運行を開始した。このダイヤ改正で上鳳駅 - 磨石駅間の列車間隔は18分から12分に短縮となる。

## 走行区間
●首都圏電鉄京春線
- 京春線
  - 忘憂～春川
- 忘憂線
  - 忘憂～上鳳～光云大
- 京義・中央線
  - 忘憂～清凉里

## 編成表
|          | ← 春川上鳳・清凉里 → |                  |                  |                  |                  |                  |                  |                  |
| 号車     | 1                    | 2                | 3                | 4                | 5                | 6                | 7                | 8                |
| 形式     | 361000形             | 361100形         | 361200形         | 361300形         | 361400形         | 361500形         | 361600形         | 361900形         |
| 区分     | Tc                   | M                | M'               | T                | T                | M                | M'               | Tc               |
| 搭載機器 | SIV,CP,BT            | CI               | CI,Mtr           |                  |                  | CI               | CI,Mtr           | SIV,CP,BT        |
| 車両質量 | 33.0t                | 38.0t            | 42.0t            | 27.5t            | 27.5t            | 38.0t            | 42.0t            | 33.0t            |
| 車両番号 | 361001 ： 361017     | 361101 ： 361117 | 361201 ： 361217 | 361301 ： 361317 | 361401 ： 361417 | 361501 ： 361517 | 361601 ： 361617 | 361901 ： 361917 |

| 凡例 - CI (Converter・Inverter) -主変換装置（コンバータ装置 + VVVFインバータ装置） - SIV -静止形インバータ - CP -空気圧縮機 - BT -蓄電池 - Mtr -主変圧器           |
| 備考 - パンタグラフは、M'（361200形、361600形）に下枠交差形を2基ずつ、361x16編成と361x17編成はシングルアーム式を1基ずつ搭載する。 - 361x15編成は欠番となっている。 |

## 配属
- 全編成坪内車両事業所（朝鮮語版）に配属

## 画像

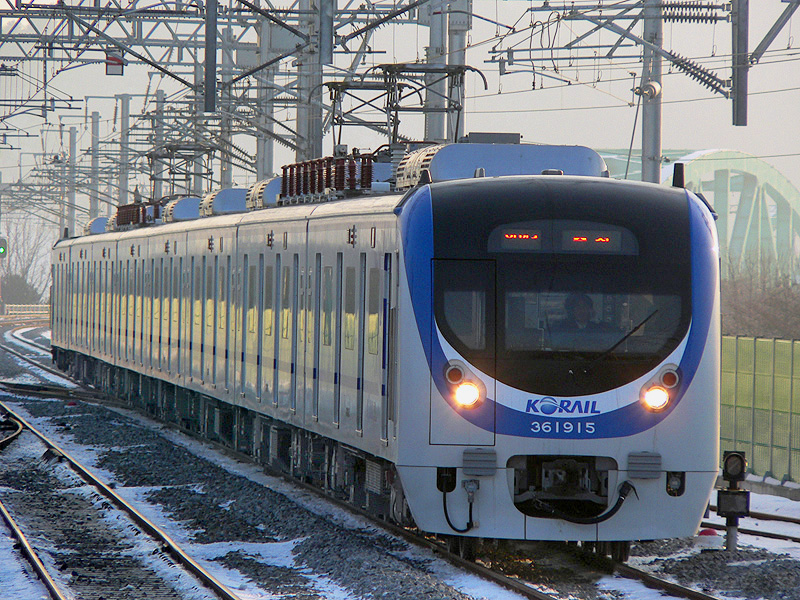
36115編成(現 36114編成)
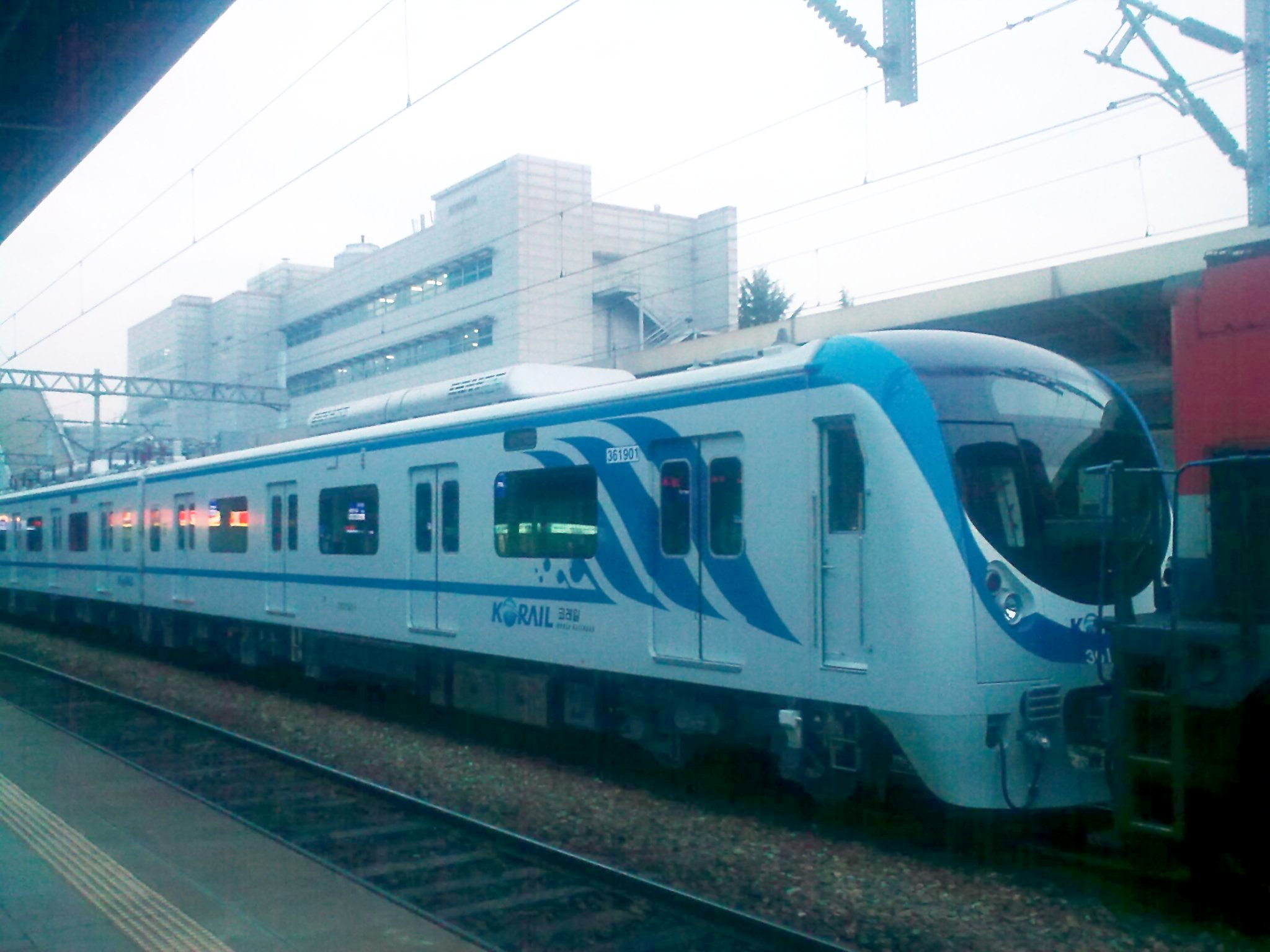
361001編成 (江原道湖文化列車ラッピング履歴がある。)
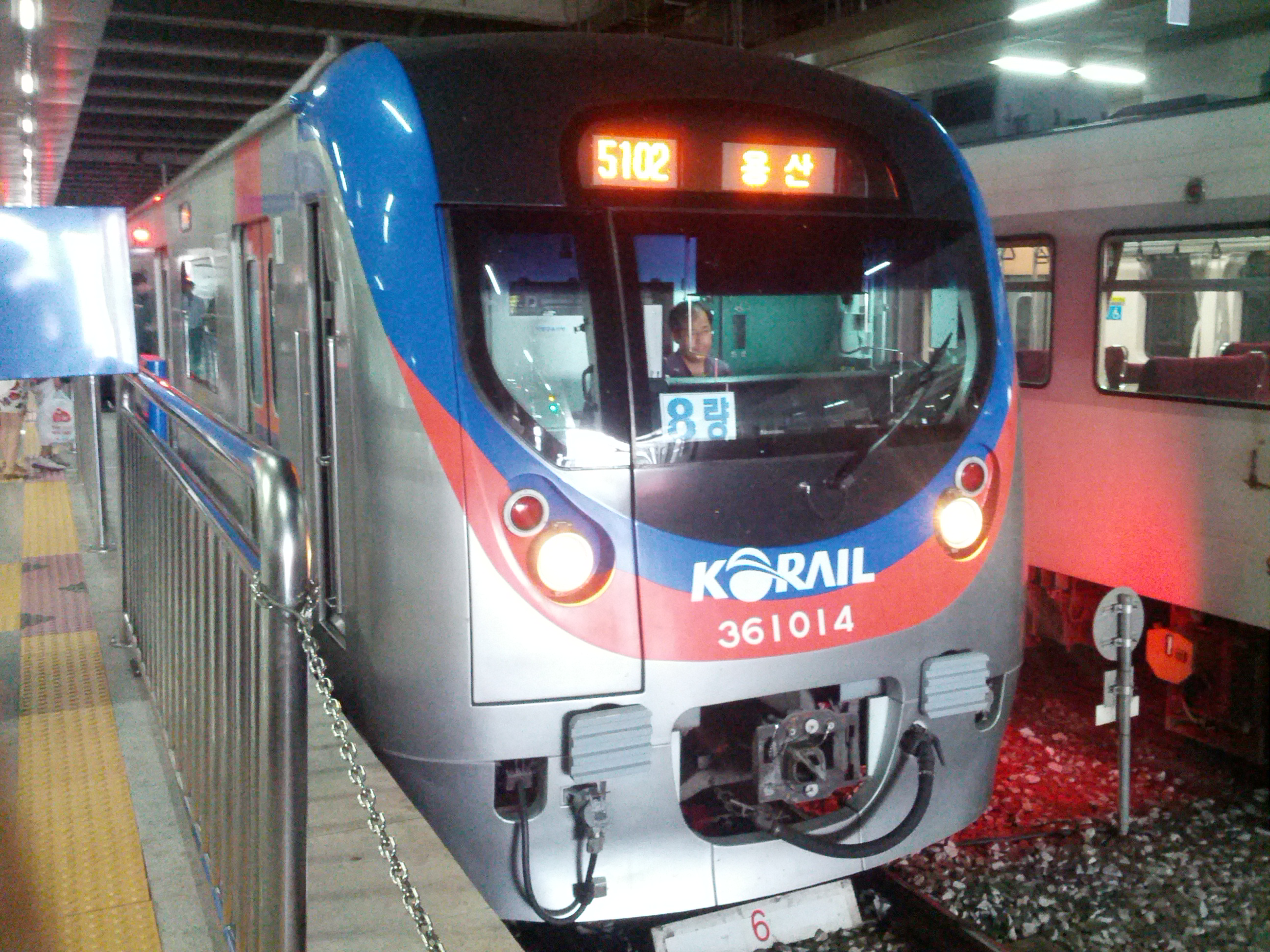
清凉里駅に停車中の塗装変更後の361014編成
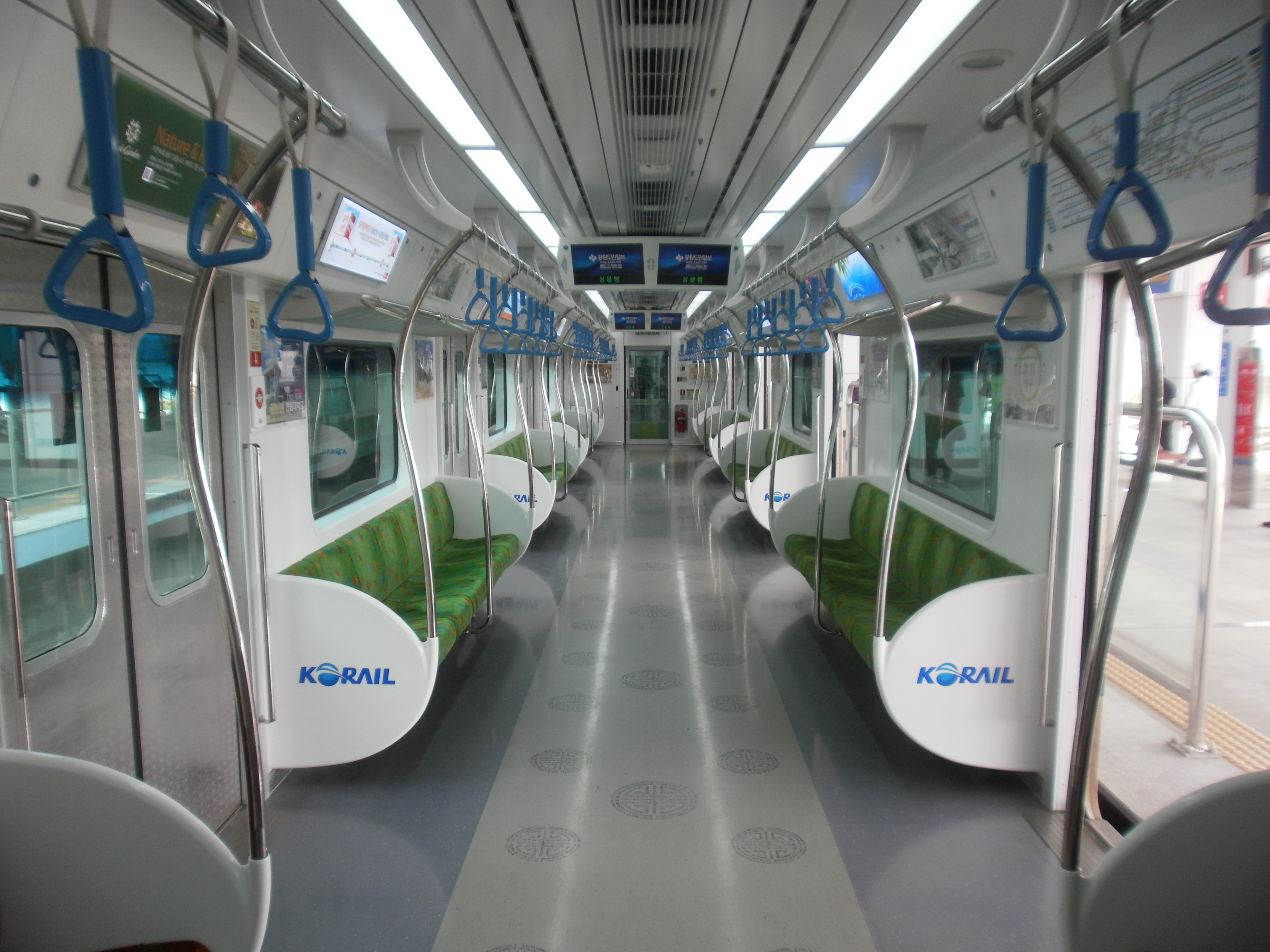
車内の様子(自転車スタンドなし)
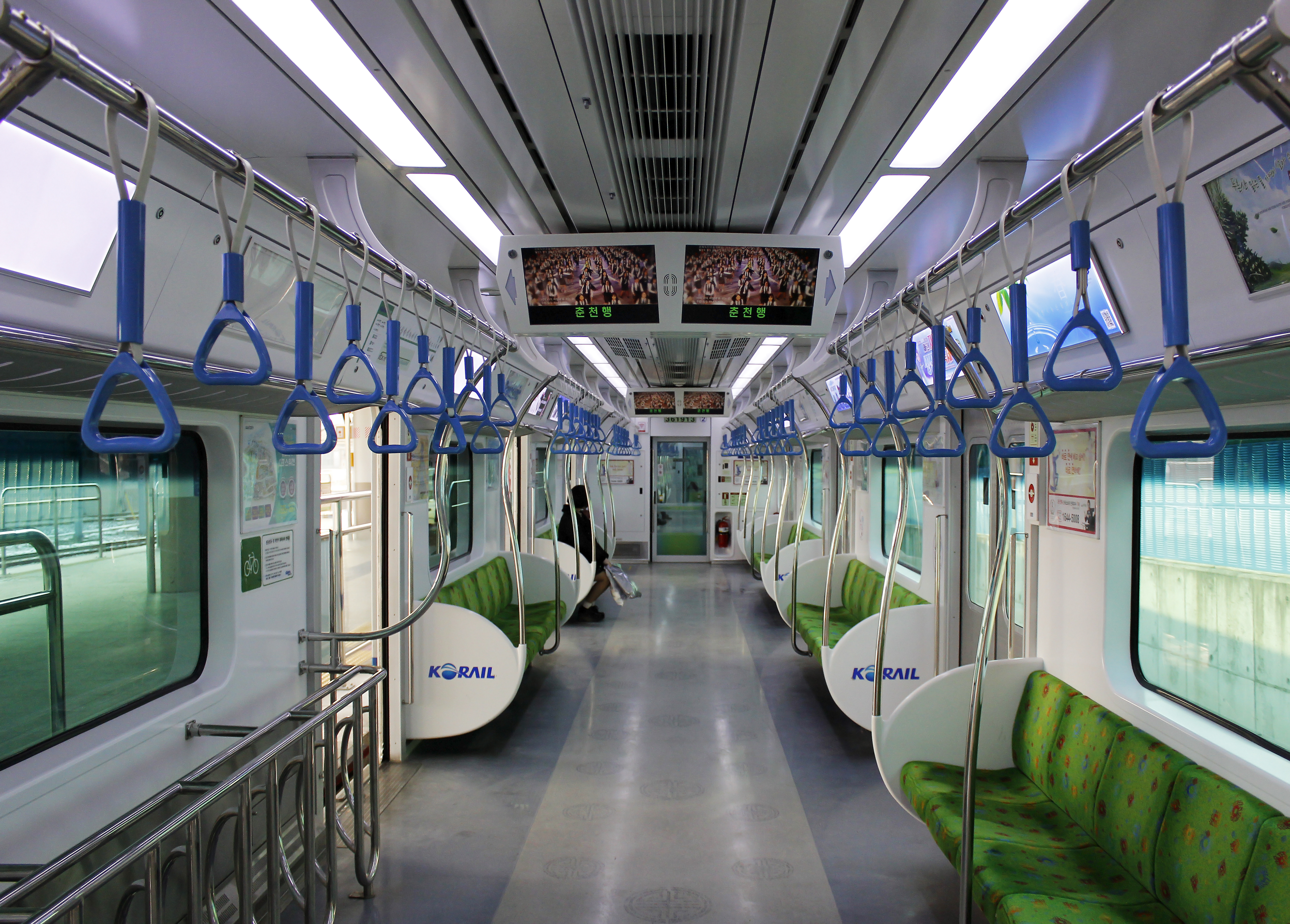
361013号の車内(自転車スタンドあり)
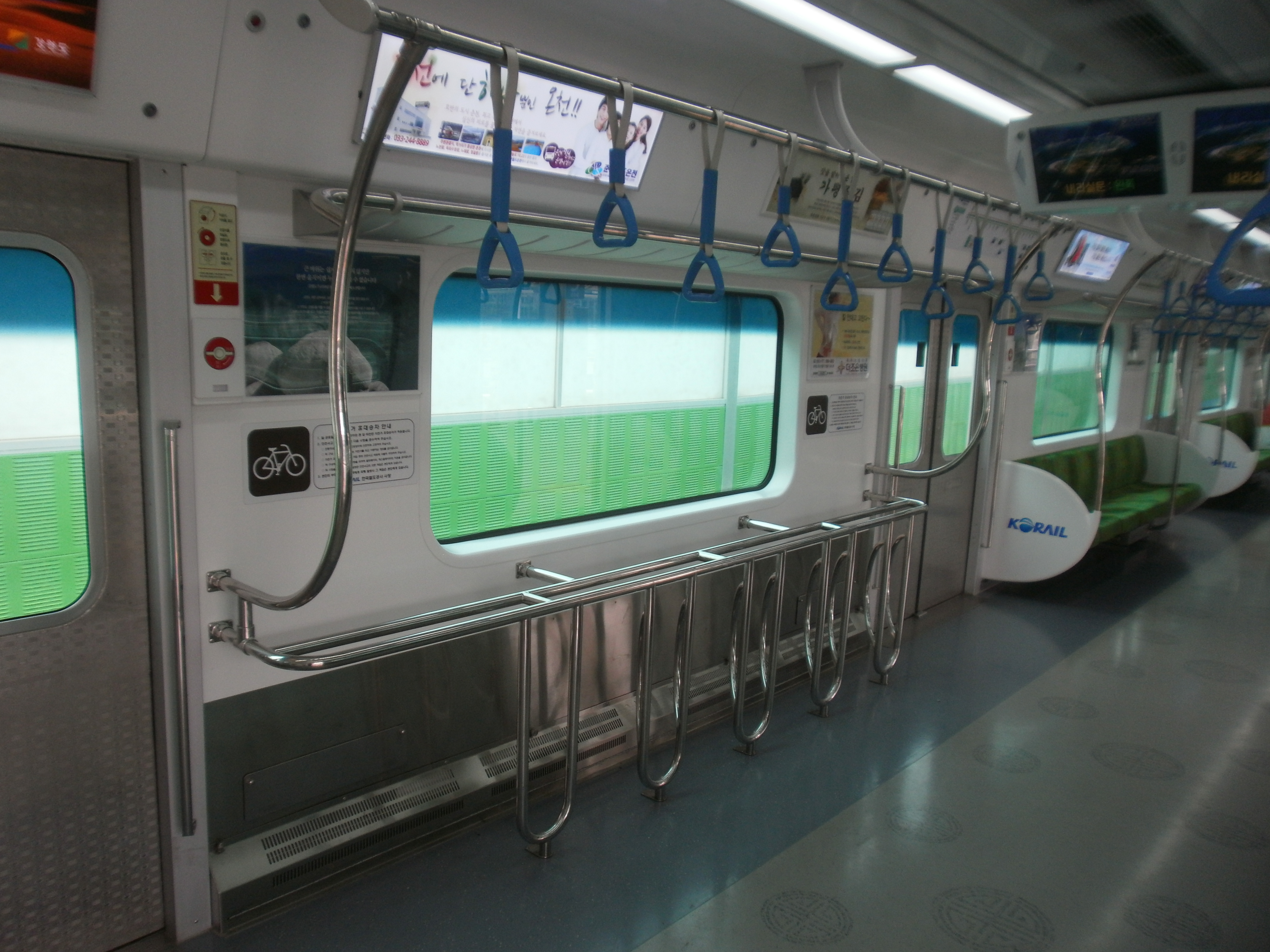
自転車専用スタンド